# Cold by the Sea
Cold by the Sea is een Engelstalige single van de Belgische band Betty Goes Green uit 1992.
Het tweede nummer op deze single was Chapter II.
Het liedje verscheen op het album Hunalaria uit 1992.

## Meewerkende artiesten
- Producer: 
  - Mike Rathke
- Muzikanten:
  - Luc Crabbe (zang, gitaar)
  - Pieter De Cort (gitaar)
  - Joe Bacart (drums)
  - Nathalie Duyver (achtergrondzang)
  - Tony Gezels (basgitaar)